# Замыслов, Валерий Александрович
Валерий Александрович Замыслов (27 декабря 1937 — 2 сентября 2011) — советский и российский писатель, автор широко известных исторических романов «Набат над Москвой», «Дикое Поле», «Иван Болотников» и т.д. Член Союза писателей России, дважды лауреат литературной премии имени И. З. Сурикова, почётный гражданин города Ростова Ярославской области, заслуженный работник культуры РСФСР (1992).

## Биография
Родился 27 декабря 1937 года (в метрике ошибочно указано 1 января 1938 года) в деревне Абатурово Горьковской области. Стал третьим ребёнком в семье. Был назван Валерием в честь именитого земляка — лётчика Чкалова. Воспитывался, в том числе, бабушкой Екатериной. В годы войны наблюдал одну из немецких бомбардировок Горького. Чтобы помочь своей семье, глава которой ушёл на фронт, работал подпаском, а позже и плугарем-прицепщиком.
В 1949 году семья по Волге перебралась в так называемый «Кирпичный посёлок» близ станции Коромыслово Ярославской области. Здесь отец, Александр Павлович, работал главным бухгалтером МТС, а мать, Антонина Александровна, была домохозяйкой. В посёлке не было ни электричества, ни воды — что создавало многодетной семье значительные трудности.
В 1953 году отца перевели в райцентр Некрасовское Ярославской области. Здесь уже с 14 лет Валерий Замыслов, прочитав «Бориса Годунова», стал пробовать себя в литературе. Чтобы немного заработать, он часто принимал участие в разгрузке волжских барж, и, кроме того, он отличался мастерской игрой на гармони.
В 1955 году юноша получил травму головы. Обстоятельства этого события не вполне ясны. Председатель ярославского областного отделения Союза журналистов России Александр Разумов, например, пишет в биографии Замыслова, что тот при разгрузке одной из барж «оступился и ударился затылком о металлический выступ судна». Однако сам Валерий Александрович позже в интервью «Комсомольской правде» сообщал: «В семнадцать лет ввязался в драку и получил по голове пять ударов кирпичом». Как бы то ни было, его отвезли в больницу, наложили на рану швы. По мнению медиков, никаких патологических изменений травма не вызвала — однако на деле она привела к тому, что с тех пор Замыслов на долгие годы потерял сон. Он пытался лечиться в больницах и даже прошёл сеансы гипнотерапии — но тщетно. Бессонница стала постоянным спутником писателя, который как-то подсчитал, что «недоспал за свою жизнь целых 30 лет».
В 1955 году он поступил учиться в Некрасовский техникум механизации сельского хозяйства, а затем перевёлся в Ростовский сельхозтехникум, который закончил в 1959 году, получив специальности тракториста и комбайнёра. После этого Валерий Замыслов по комсомольскому призыву отправился добровольцем на освоение целинных земель, где работал комбайнёром в зерносовхозе «Убаганский» Кустанайской области Казахской ССР.
Пока он трудился, отца вновь перевели в село Богородское Варнавинского района Горьковской области, куда и вернулся Валерий, устроившись работать заведующим машинно-тракторной мастерской Варнавинской РТС.
В октябре 1960 года его призвали в Советскую Армию и направили в танковый учебный полк, дислоцированный на территории города Владимира, где Замыслов получил специальность механика-водителя.
В 1961 году Валерий Александрович вступил в КПСС и был переведён в столичные парадные части. Ему довелось быть участником пяти военных парадов в Москве.
После демобилизации Валерий Александрович вернулся в Горьковскую область и стал работать заведующим сельхозотделом газеты «Вперёд» Краснобаковского райкома КПСС. Вскоре познакомился с местной медсестрой Галиной Васильевной и на ней женился.
Весной 1967 года Замыслов узнал, что Союз писателей СССР проводит в Горьком региональный семинар молодых авторов. Он отослал в оргкомитет рукопись своего первого романа «Набат над Москвой», а позже сам прибыл на мероприятие. Черновик книги получил одобрение ведущего семинар известного писателя, лауреата Госпремии СССР Николая Кочина, который сообщил о «необычайно ярком языке» автора и рекомендовал произведение к печати.
В том же 1967 году Замыслов переехал в Ростов Ярославской области. С Ярославским краем его связывают почти шестьдесят лет жизни.
Первый секретарь ГК КПСС настойчиво просил его остаться работать в горкоме, но Валерий захотел быть «поближе к матушке земле» и стал секретарём парткома совхоза «Овощевод».

В 1969 году Волго-Вятское книжное издательство выпустило первый роман Валерия Замыслова «Набат над Москвой» о событиях народного восстания 1648 года, получившего название Соляной бунт. Известный писатель, автор книги «Зори над Русью» Михаил Рапов подчёркивал:
Всё повествование сделано В. Замысловым с глубочайшим знанием исторических событий, которые описываются в книге. Добротность текста и писательская добросовестность чувствуется сразу… Автор — несомненно, талантливый прозаик, он успешно поднимает паруса истории..
После выхода книги, в декабре 1970 года, Валерий Александрович был принят в члены Союза писателей СССР и назначен на должность главного редактора районной газеты «Путь к коммунизму» (ныне «Ростовский вестник»). В 1971 году Замыслов заочно окончил Высшую партийную школу при ЦК КПСС.
В 1973 году вышла его книга «Горький хлеб» о юных годах будущего предводителя крестьянского восстания Ивана Болотникова. Однако работа редактором «районки» отнимала слишком много сил, и в 1974 году Замыслов ушёл на вольные писательские хлеба.. В 1975-м году тема жизни Ивана Болотникова получила развитие на страницах новой повести писателя «Дикое поле». После этого Замыслова приглашали работать на должность второго секретаря горкома КПСС, но Валерий Александрович не захотел делать партийную карьеру и уехал учиться в Москву на очные двухгодичные Высшие Литературные курсы при Союзе писателей СССР.
В 1976 году, пока Замыслов учился в столице, был издан его роман «Земной поклон» о жизни современной деревни.

В 1977 году Валерий Александрович закончил Высшие Литературные курсы и вернулся в Ростов. Практически сразу он был втянут в горячую дискуссию, связанную со смелым проектом первого секретаря Ярославского обкома КПСС Фёдора Лощенкова. Последний озвучил идею добычи ценнейшего удобрения — сапропеля из ростовского озера Неро путём строительства гольдерных дамб. Это было дорогое решение, а поднятие уровня озера привело бы к подтоплению территории стоящего на берегу Ростова. Местные специалисты предложили другой вариант: поставить на водоёме земснаряды и через них по трубопроводам подавать сапропель на поля. Замыслов публично поддержал такое предложение, чем вызвал неприятие партийных чиновников. Они просили писателя одуматься, но Замыслов ответил: 
Я никогда не ходил на сделку со своей совестью. Действия Лощенкова окончательно загубят Ростовскую приозёрную котловину и само озеро.
 Идею «цивилизованной» эксплуатации озера писатель развил в романе «Белая роща», который вышел в 1979 году. В ответ первый секретарь Ярославского обкома КПСС Фёдор Лощенков распорядился разгромить литературное произведение в местной печати, а самого Замыслова исключить из партии. В 1980 году из-за этих событий Валерий Александрович пережил свой первый инфаркт. К счастью, от публичного шельмования Замыслова спасла «Литературная Россия», которая защитила роман целой газетной полосой. В 1990 году увидел свет широко известный отечественному читателю роман Валерия Замыслова «Иван Болотников», в тексте которого переплелись царствование Фёдора Иоанновича, Бориса Годунова, голод, восстания Хлопко, Болотникова, вторжение польской шляхты, Смутные годы. Эрнст Сафонов, главный редактор «Литературной России», писал Замыслову: 
Прочёл трилогию «Иван Болотников», которому Вы отдали 20 лет. Это, конечно же, художественное подвижничество — создать такой яркий роман. Он заслуживает Государственной премии. <…> Надеюсь видеть Вас в числе постоянных авторов нашего еженедельника.
 Популярнейший писатель Валентин Пикуль выразил своё мнение о книге следующим образом: 
В России немного талантливых исторических романистов. Думаю, Валерий Замыслов — один из них.
Тогда же, в июне 1990 года, окрылённый успехом Замыслов заявил, что намерен создать в провинциальной глубинке общероссийский литературно-исторический журнал «Русь». Идею поддержал губернатор области Анатолий Лисицын, помощь изданию оказали народные депутаты России Анатолий Грешневиков и Анатолий Руденко. Высокую оценку «Руси» дали многие известные писатели, и даже патриарх Алексий II: 
Журнал несёт в себе высокий нравственный заряд, воспитывая читателей на лучших народных традициях. Такой журнал остро необходим россиянам».
 Известный критик, член-корреспондент Петровской академии наук и искусств, доктор филологических наук В. Юдин в монографии «Истории малиновые звоны» также отмечал: 
То, что сделал Валерий Замыслов – явление в культурной жизни России, достойное восхищения. В маленьком провинциальном городке появился «толстый», ни в чём не уступающий столичным, литературный журнал. И только за одно это В. Замыслов «памятник себе воздвиг нерукотворный».
В 1992 году Валерий Замыслов стал Заслуженным работником культуры РСФСР.
Хлопоты, связанные с изданием журнала «Русь», значительно подорвали здоровье писателя. В свой день рождения, 27 декабря 1993 года, он пережил второй инфаркт, после которого прямо на больничной койке у него начались яркие видения. Замыслов вспоминал: 
Я проснулся от яркого ослепительного света, залившего всю палату. За окном я увидел круглый светящийся объект, мигающий многочисленными разноцветными огоньками, похожий на летающую тарелку. Отчётливо увидел, как через окно бесшумно влетел маленький, но большеголовый человечек, весь опутанный какими-то серебристыми проводками. Его голос был похож на голос дребезжащего механического робота: «Повторяйте за мной цифры и слова: 27, двенадцатого, 1937 года…». А дальше шли цифры из даты моей смерти. Когда я их назвал, инопланетянин протянул ко мне руку и произнёс: «Мы спасём тебя, землянин. Следуй за мной на нашу планету. Нам следует изучить твой своеобразный организм». Я и стал подниматься, в ту же минуту ко мне кинулась моя супруга, дежурившая в палате. Свет мгновенно исчез, пропала и «тарелка» от окна. Жена включила в палате лампочку, испуганно спросила: «Ты зачем поднимаешься?» И я рассказал ей о том, что произошло. Так продолжалось три ночи, тогда жена попросила кардиолога, чтобы пригласили ко мне психолога. Он битых два часа вбивал в мою голову, что со мной по ночам происходит обыкновенный бред, но я мысленно с ним не соглашался: слишком уж чётко, реально я видел представителя иной цивилизации».
В 1995 году Замыслова постиг третий по счёту инфаркт. Полагая, что требуется операция на сердце, он написал письмо академику Евгению Чазову в московский Кардиоцентр. Чазов быстро прислал ответную телеграмму, так как оказался большим поклонником замысловских книг. Затем писатель месяц проходил в Москве обследование, и за это время, лёжа на койке, написал статью «Последний шанс», которую опубликовала газета «Литературная Россия». Однако врачи от хирургического вмешательства отказались: Ренат Акчурин заявил, что всё сердце писателя — в рубцах, из-за которых нельзя делать шунтирование, а Евгений Чазов сказал, что Замыслов не выдержит операции и добавил: «Живите, что Бог даст».
Определённым утешением стало внимание к писателю со стороны Международной академии психологических наук. В декабре 1995 года, рассмотрев его работы (по разделу «Психология литературного творчества»), Академия избрала Замыслова своим Почётным академиком.
В 1997 году Замыслов был удостоен областной премии имени И. З. Сурикова III степени, а в 1998-м писателю было присвоено звание почётного гражданина города Ростова Ярославской области.
В 2000 году появляется его книга «Грешные праведники», куда вошли сразу три произведения: уже известный читателю «Набат над Москвой», историческое произведение «И шли они из Ростова Великого», а также роман «На дыбу и плаху», рассказывающие об эпохе Ивана Грозного и борьбе за царский трон Бориса Годунова.
В 2001 году читатель увидел историческую дилогию Валерия Замыслова «Ростов Великий».
В 2002 году был издан трёхтомник Валерия Замыслова «Святая Русь». Входящий туда роман «Князь Василько» рассказывал о легендарном ростовском правителе Васильке Константиновиче и его гибели в битве с монголо-татарами на реке Сить. «Княгиня Мария» — повествование о его вдове, которая продолжила дело по объединению русского государства и стала организатором народных восстаний против монголо-татар, а также первой русской женщиной-летописцем. «Полководец Дмитрий» сообщает о сыне Александра Невского, победившем Ливонский орден в сражении под Раковором, которое западные учёные называют предвестником Грюнвальдской битвы. За собрание сочинений в трёх томах «Святая Русь» Валерий Замыслов постановлением губернатора Ярославской области был награждён литературной премии им. И. З. Сурикова первой степени.
Почти одновременно с выходом трёхтомника «Святая Русь» на общероссийском конкурсе писателей была объявлена победителем и включена в федеральную программу «Культура России» рукопись книги Замыслова «Алёна Арзамасская» о женщине, возглавившей во времена Степана Разина семитысячное войско крестьян, а затем отлучённой от Церкви и сожжённой на костре. Это произведение вышло во второй половине 2002 года.
Роман «Ярослав Мудрый» появился весной 2004 года. Он состоит из двух томов. «Русь языческая» повествует о детстве Ярослава, времени его правления в Ростове Великом и основании Ярославля, а «Великий князь» — рассказывает о деятельности Ярослава в Великом Новгороде. Это произведение было подготовлено по заказу ярославского губернатора Анатолия Лисицына и приурочено к грядущему 1000-летию Ярославля. РТР «Вести» сообщали: 
На презентации писатель впервые увидел своё детище в окончательном варианте, поэтому с особым волнением листал ещё сохранившие запах типографии страницы. То, что произведение увидело свет в канун Дня рождения Ярославля, Валерий Замыслов считает хорошим знаком. Удалась книга или нет – судить читателям, но сам автор даёт своему роману довольно высокую оценку. «Я считаю, что «Ярослав Мудрый» стал вершиной моего творчества», – отметил Валерий Замыслов.
В 2006 году Валерий Замыслов издаёт книгу «Град Ярославль» о событиях Смутного времени, когда Ярославль стал временной столицей Руси с «временным правительством», а затем — местом, откуда двинулось на освобождение Москвы народное ополчение. Правда, на полноценный выпуск произведения через издательство не нашлось денег — книгу отнесли прямиком в типографию. Столь же скромным был первый выход историко-приключенческого романа «Великая грешница, или Черница поневоле» о царевне Ксении Годуновой и князе Василии Пожарском — писатель издал его в 2007 году на свои деньги тиражом всего в 160 экземпляров. На сайте «Литературной газеты» он отмечал: 
Издательская судьба моих последних романов складывается крайне неудовлетворительно. Из-за отсутствия средств и скудости спонсорских подачек приходится, минуя издательства, отдавать рукописи в набор в местные типографии, поэтому книги вышли без художественного оформления, тиражом в 100 экземпляров. Хотя, как мне кажется, современный читатель остро нуждается в патриотических книгах. Дело доходит до курьёзов: так и не найдя спонсоров, вынужден был издавать исторический роман «Град Ярославль», повествующий о «стоянии» в Ярославле ополчения Минина и Пожарского и о том, какую огромную роль сыграло ополчение в спасении Отечества от иноземных захватчиков, на свою мизерную пенсию. Тиражом в 25 экземпляров. И горько и стыдно за жалкое существование провинциальных писателей. Нужна коренная реформа книгоиздательского дела».

Эта ненормальная ситуация была, в конце концов, замечена властями, и вскоре пресс-служба Ростовской районной администрации сообщила следующее: 
Как стало известно, Валерий Александрович Замыслов находится в крайне тяжёлом материальном положении. Учитывая его заслуги, его значимый вклад в русскую современную литературу, в изучение исторического прошлого ростовской земли, глава Ростовского муниципального района принял решение оказать писателю помощь и закупить часть тиража нового исторического романа «Черница поневоле» и «Град Ярославль». Средства от покупки произведений будут направлены писателю, а романы пополнят книжные фонды школьных библиотек и библиотек города и района.»
2007 год был объявлен в Ростовском муниципальном районе Ярославской области, где живёт писатель, «Годом Валерия Замыслова». Такое решение было приурочено к его грядущему 70-летию. Дума Ростовского муниципального района приняла программу «Волшебник русского слова», в соответствии с которой в течение всего года проходили юбилейные мероприятия а в самом Ростове состоялся первый литературный конкурс имени Валерия Замыслова. Кроме того, 27 марта 2007 года за большие заслуги в деле духовно-нравственного воспитания граждан во исполнение Постановления мэра г. Ярославля от 15.02.2007 № 445 председатель ярославского муниципалитета Валерий Голов удостоил Валерия Замыслова Почётным знаком г. Ярославля третьей степени, а также причитающейся к нему премией. Государственная телерадиокомпания «Ярославия» отмечала: 
Автор исторических романов и повестей, он первый и пока единственный, кому вручена такая награда. <…> «Я просто земно кланяюсь всем тем, кто поддержал, сказал добрые слова – это аванс на мои новые литературные произведения», – сказал Валерий Замыслов».
 27 декабря 2007 года в ростовском концертном зале «Былинник» прошли приуроченные к юбилею писателя торжества, был представлен публике большой цветной календарь с его фотографией.
Сам писатель продолжал издавать новые произведения. Так, в том же 2007 году появились его историко-патриотическая дилогия «Иван Сусанин» о Смутном времени и подвиге крестьянина из Костромы, а также однотомник «Ростов Великий», куда вошли уже опубликованные ранее и переизданные с дополнениями книги «Князь Василько» и «Княгиня Мария». «Великая грешница», изданная прежде «игрушечным» тиражом в 160 экземпляров на средства автора, тоже нашла заказчика и вышла в 2008 году пятитысячным тиражом в Москве. Правда, наряду с этим, очередная книга писателя «Чёртово яблоко: сказание о „картофельном бунте“» опять из-за отсутствия средств минула издательство, и, несмотря на более чем триста страниц текста, была опубликована тиражом всего в 50 экземпляров.
В первой половине 2009 года появился литературно-исторический очерк Валерия Замыслова «Ярославль – спаситель Отечества», развивающий уже поднятую ранее писателем тему о роли города в организации народного ополчения Минина и Пожарского. Правда, книга была выпущена весьма скромным тиражом в 1000 экземпляров.
По состоянию на 2009 год Валерий Замыслов работал над новыми историческими романами «Сергий Радонежский» и «Волга-матушка».
Указом Президента РФ Медведева Д. А. в декабре 2009 года Валерий Замыслов награждён Орденом Дружбы.
У Валерия Александровича есть дочь Марина Валерьевна и внук Кирилл.

## Память
В августе 2012 года одной из библиотек Ростова присвоено имя писателя. Имя писателя будет носить улица в Ростове.

## Книги Валерия Замыслова
- [lib.ru/HIST/ZAMYSLOW/gorkyi_hleb.txt Замыслов В. А. Горький хлеб: Юность И. Болотникова: Исторический роман. (Для ст. шк. возраста) — Ярославль: Верхне-Волжское книжное издательство. — 1973. — 368 с. (115000 экз.)]
- Замыслов В. А. Дикое поле. — Ярославль: Верхне-Волжское книжное издательство, Верхне-Волжское книжное издательство. — 1975.
- Замыслов В. А. Земной поклон. — Ярославль: Верхне-Волжское книжное издательство. — 1976. — 272 с.
- Замыслов В. А. Белая Роща: Роман. / Худож. С. А. Куприянов. — Ярославль: Верхне-Волжское книжное издательство. — 1979. — 448 с.(65 000 экз.)
- [lib.ru/HIST/ZAMYSLOW/ivan_bolotnikov.txt Замыслов В. А. Иван Болотников: Ист. роман / Худож. Ю. А. Кузьмин. — Ярославль: Верхне-Волжское книжное издательство. — 1984. — 352 с.: ил.]
- Замыслов В. А. Горький хлеб: Юность И. Болотникова: Исторический роман. [Для ст. шк. возраста]. Изд. 2-е. / Худож. П. Сацкий. — М.: Советская Россия. — 1987. — 432 с.
- Замыслов В. А. Иван Болотников: Исторический роман. / Худож. Ю. А. Кузьмин. — Ярославль: Верхне-Волжское книжное издательство. — 1989. — 491 с.: ил.
- Замыслов В. А. Иван Болотников. В 2 кн. / Худож. А. М. Князев — Ярославль: ЛИЯ (ISBN 5-86895-003-8). — 1994. — 682+496 с. (100000 экз.)
- Замыслов В. А. Грешные праведники. Трилогия. Кн.1 («Набат над Москвой», Кн.2 («И шли они из Ростова Великого»), Кн.3 («На дыбу и плаху»). — Ярославль: ЛИЯ. — 2000. — 591 с.
- Замыслов В. А. Ростов Великий: историческая дилогия. / В кн. также: Слово об авторе: Вступ.ст. от издательства: с. 3-8. — Ярославль: Лия. — 2001. — 686,с. : портр. — ISBN 5-86895-040-2.
- Замыслов В. А. Святая Русь: Историческая трилогия в 3 томах. Кн.1(Князь Василько). ISBN 5-86895-052-6 Кн.2(Княгиня Мария). Кн.3(Полководец Дмитрий). / Худож. В. Н. Куров — Ярославль: ЛИЯ. — 2002. — 432+272+304 с.
- Замыслов В. А. Алёна Арзамасская: Сказание о легендарной воительнице Алёне Арзамасской и удалом атамане Илейке Иванове. — Ярославль: ЛИЯ (ISBN 5-86895-046-1). — 2002. — 400 с.; ил.,портр. (7000 экз.)
- Замыслов В. А. Ярослав Мудрый. Историческая дилогия. / Худож. Малафеевский А. Л. — Ярославль: ЛИЯ. — 2004 (ISBN 5-86895-064-X), — 592 с., илл.
- Замыслов В. А. Град Ярославль: роман / Предисл. Ф. А. Морохова. — Ярославль: Б.и., 2006. — 417 с.: портр. — На обороте тит. л.: 1000-летию преславного града Ярославля, спасшего Отечество в лихую годину 1612 года, посвящаю. Автор. -
- Замыслов В. А. Иван Сусанин: Историко-патриотическая дилогия. — Ярославль: ЛИЯ. — 2007. — 400 с.
- Замыслов В. А. Ростов Великий: Историческая дилогия. кн.1(Князь Василько). Кн.2(Княгиня Мария). Подарочное издание к 70-летию автора. — Ярославль: ЛИЯ. — 2007. — 656 с.
- Замыслов В. А. «Великая грешница», или черница по неволе: историко-приключенческий роман о царевне Ксении Годуновой и князе Василии Пожарском. Б.г., Б.и. — 2007. — 415 с. (160 экз.)
- Замыслов В. А. Великая грешница. — М.: Вече (ISBN 978-5-9533-3409-9). — 2008. — 448 с. (5000 экз.)
- Замыслов В. А. Чёртово яблоко: сказание о «картофельном бунте». — Ярославль: Б.и. — 2008. — 346 с. (50 экз.)
- Замыслов В. Ярославль — спаситель Отечества: литературно-исторический очерк. — Ярославль: Ещё не поздно!. — 2009. — 45 с. — Библиогр. в примеч.: с. 44. (1000 экз.)

## Публикации Валерия Замыслова в прессе
- Замыслов В. «Импичит» Президента: деревенский сказ // Борисоглебские слободы: провинциальная литературная газета (Борисоглебский район Ярославской области). — 2002. — № 2. — С. 10.
- Замыслов В. Великий преобразователь Древнерусского государства // Власть: журнал. — 2008. — № 10. — С. 3-8.

## Телерепортажи о Валерии Замыслове
- Новый исторический роман Валерия Замыслова посвящён Ярославу Мудрому // Ярославия: государственная телерадиокомпания. — 2004. — 21 мая.
- Ростовский писатель Валерий Замыслов удостоен Почётного знака Ярославля // Ярославия: государственная телерадиокомпания. — 2007. — 27 марта.